# Pierre Vielhescaze
Pierre Vielhescaze, né le 1er mai 1940 à Orléans, est un comédien et metteur en scène de théâtre français.
En 1968, il a fondé le Théâtre de l'Ouest parisien, à Boulogne-Billancourt, et en assuré la direction jusqu'en 1972, date à laquelle ce théâtre a fermé, avant de rouvrir ultérieurement.
Il a également codirigé, de 1975 à 1977, avec Gabriel Garran, le Théâtre de la Commune à Aubervilliers.
Il crée et dirige le Festival de Fort-de-France, à la demande d’Aimé Césaire.
Il a été l’un des Présidents fondateurs du SYNDEAC (Syndicat National des Directeurs d’Entreprises d’Action Culturelle), regroupant les responsables des Maisons de la Culture, des Centres Dramatiques Nationaux, puis des Scènes Nationales. C’est en particulier sous sa présidence que furent négociés et signés les six premiers contrats de Centres Dramatiques pour l’Enfance et la Jeunesse et les conventions collectives de la profession.
Enfin, il a aussi assuré successivement la direction du Théâtre de Suresnes Jean-Vilar et du Théâtre Alexandre-Dumas de Saint-Germain-en-Laye.
Parallèlement à sa carrière de directeur de théâtre, il a réalisé une trentaine de mises-en-scène et joué de nombreuses fois au théâtre, à la télévision et au cinéma.
Dans les années 1980 il enseigne à l’ENSATT.

## Filmographie

### Cinéma
- 1959 : Rue des prairies de Denys de La Patellière
- 1961 : Le Bateau d'Émile de Denys de La Patellière : Le marchand d'appareils de radio
- 1964 : L'Or et le Plomb d'Alain Cuniot
- 1969 : L'Aveu de Costa-Gavras
- 1979 : Le Coup de sirocco d'Alexandre Arcady
- 1989 : L'Union sacrée d'Alexandre Arcady
- 1989 : Natalia de Bernard Cohn
- 1990 : Le Dénommé de Jean-Claude Dague
- 1991 : Madame Bovary de Claude Chabrol
- 1991 : La Dernière Saison de Pierre Beccu
- 2004 : Le Coma des mortels de Philippe Sisbane

### Télévision
- 1980 : Au théâtre ce soir : Ninotchka de Melchior Lengyel, adaptation Marc-Gilbert Sauvajon, mise en scène Jacques Ardouin, réalisation Pierre Sabbagh, Théâtre Marigny

## Théâtre

### Comédien
- 1962 : Bichon de Jean de Letraz, mise en scène Jean Meyer
- 1965 : Andorra de Max Frisch, mise en scène Gabriel Garran, Théâtre de la Commune, Théâtre Antoine
- 1965 : Mort d'un commis-voyageur d'Arthur Miller, mise en scène Gabriel Garran
- 1969 : Le Distrait de Jean-François Regnard, mise en scène Gabriel Garran, (BNF 39466385)
- 1971 : La Mort des fantômes de Bernard Dabry, mise en scène Denis Llorca, Théâtre de l'Ouest parisien, (BNF 39461978)[4]
- 1979 : Platonov d'Anton Tchekov, mise en scène Gabriel Garran, (BNF 39490159)[5]
- 1994 : La Guerre civile de Henry de Montherlant, mise en scène Régis Santon, Théâtre Silvia-Monfort, Théâtre des Célestins

### Metteur en scène
- 1971 : La Bande à Bonnot de Henri-François Rey, Théâtre de l'Ouest parisien
- 1976 : Lorenzaccio d'Alfred de Musset, Tréteaux de France
- 1977 : Ruy Blas de Victor Hugo
- 1977 : Grandeur et Misère de Marcel Barju de Daniel Prévost (co-metteur en scène Claude Kolton), Théâtre Fontaine
- 1979 : Le Carrosse du Saint-Sacrement de Prosper Mérimée, château de Pau, dans le cadre du 3e Festival de Pau
- 1979 : Un étrange après-midi de Andonis Doriadis, Théâtre Fontaine, Nouveau théâtre de Nice, Théâtre de Suresnes Jean-Vilar[6]
- 1980 : Une chambre pour enfant sage de Didier Decoin, Théâtre Tristan Bernard
- 1983 : Les Caprices de Marianne d'Alfred de Musset
- 1983 : La Tonnelle orange de Jean-Jacques Varoujean, Théâtre de l'Ouest parisien, donnée au Théâtre André-Malraux de Rueil-Malmaison
- 2005 : Le Bel Indifférent de Jean Cocteau, Théâtre de Saint-Maur

Dramaturge
- 1998 : Ludmila, mise en scène Laurence Le Guellan, Théâtre Michel
  - Ludmila, suivi de : Les Enfants de Julien, et de : Dimanche 13 heures précises, papa, Groupe France Mutuelle, coll. « Les scènes buissonnières », [lieu de publication inconnu], 2005, 123 p., [pas d'ISBN],  (BNF 41410351)